# Warnik

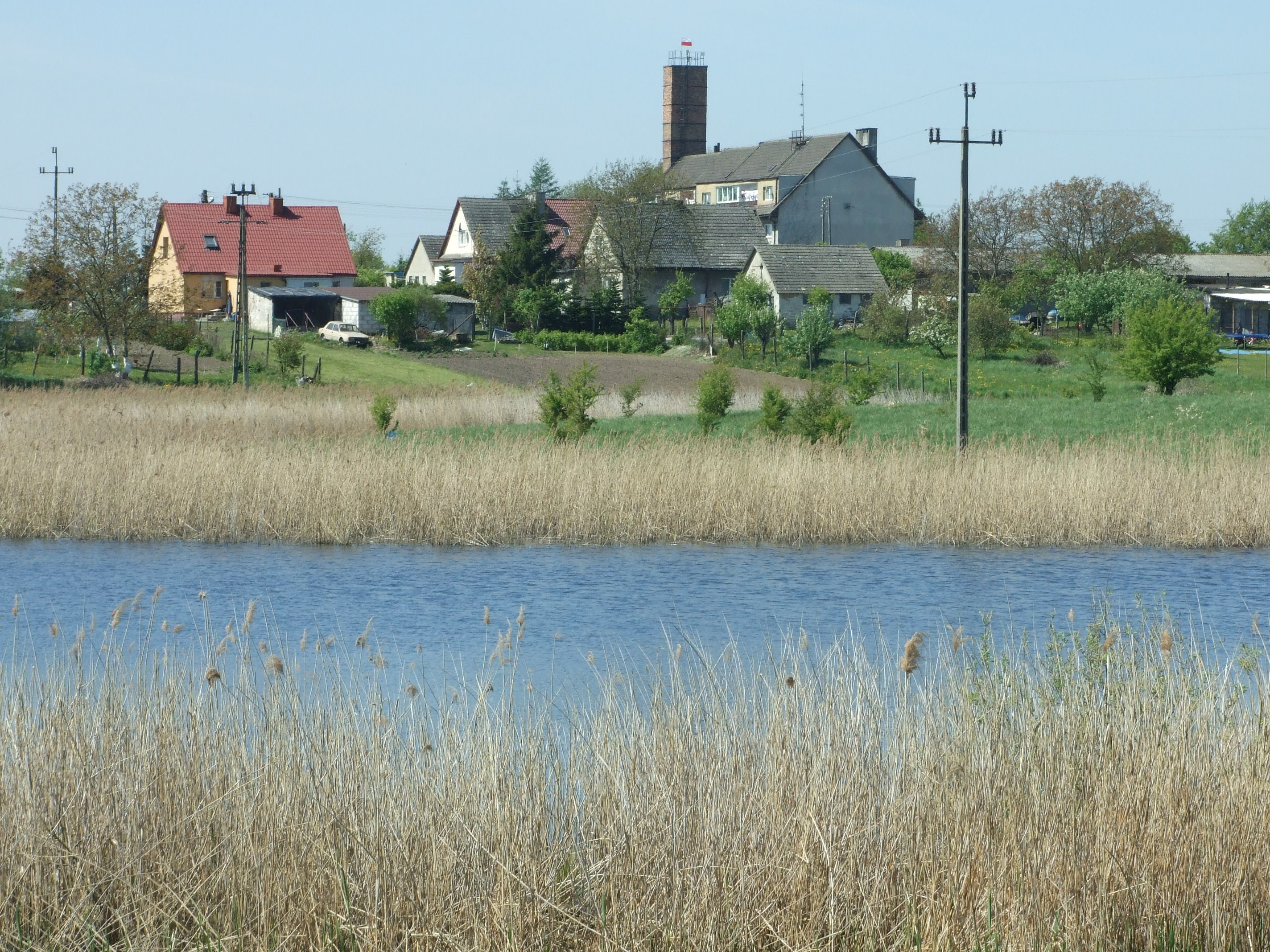
Dorfpanorama

Warnik (deutsch Warningshof) ist ein Dorf in der Gemeinde (Gmina) Kołbaskowo (Kolbitzow) im Powiat Policki (Pölitzer Kreis) der polnischen Woiwodschaft Westpommern.

## Geographische Lage
Das Dorf liegt in Vorpommern, elf Kilometer südwestlich von Stettin an der Grenze zwischen der Bundesrepublik Deutschland und der polnischen Woiwodschaft Westpommern.

## Geschichte
Der Wohnort Warningshof dürfte nach dem südöstlich des Dorfs Mandelkow gelegenen See benannt worden sein, der im 18. Jahrhundert, als die Einwohner von Mandellkow dort und im benachbarten Grünen See Fischereirechte besaßen, der Warnich genannt wurde. Der Hügel bei den beiden Seen ist auf Landkarten als Warnings-Berg verzeichnet; ein Gutshof in der Nähe hieß Warnichsfelde. 
Im Jahr 1945 war Warningshof ein Wohnplatz auf der Gemarkung des Dorfs Mandelkow im Landkreis Randow im Regierungsbezirk Stettin der preußischen Provinz Pommern des Deutschen Reichs. Mandelkow war dem Amtsbezirk Zahden zugeordnet. 
Gegen Ende des Zweiten Weltkriegs wurde die Region von der Roten Armee besetzt. Kurz nach Kriegsende wurde Mandelkow zusammen mit Stettin und ganz Hinterpommern – militärische Sperrgebiete ausgenommen – seitens der sowjetischen Besatzungsmacht der Volksrepublik Polen zur Verwaltung unterstellt. Es begann danach die Zuwanderung von Polen. In  der Folgezeit wurde die einheimische Bevölkerung von der polnischen Administration aus der Region vertrieben.

## Verkehr
Der Ort war ein Haltepunkt der Kleinbahn Casekow–Penkun–Oder, die von Casekow nach Pomorzany Port (Pommerensdorf Hafen) führte.